# Coscinoptera panochensis
Coscinoptera panochensis là một loài bọ cánh cứng trong họ Chrysomelidae. Loài này được Gilbert miêu tả khoa học năm 1981.